# 天國的樹
《天国的树》（韓語：천국의 나무）由日韓兩國共同合作SBS電視臺製作，並於2006年2月8日播放的水木連續劇。女主角是由當時才16歲的朴信惠飾演，而男主角則是由李莞所飾演，兩人曾共同出演《天國的階梯》裡面要角的童年角色。這部禁忌之戀的戲就像是《藍色生死戀》二部曲，因為喪偶的父母親再婚而成為法律上的兄妹，不被允許在一起的兩人，相遇就像是一場悲劇的起頭，但却衍生出一段凄美的爱情故事。臺灣衛視中文台譯作《天國之樹》，於2006年11月14日晚間九點首播。

## 故事大綱
一對因為喪偶的父母親再婚，而變成法律上的兄妹倆。在妹妹河娜漸漸打開哥哥允錫因喪母日漸冰封已久的心時，連同那從未有過的愛情之心，也被河娜日漸喚醒，尤其是看到河娜與柳學長之間的親密舉動，更讓他是妒火中燒。而這情愫直接傳達給河娜，但是河娜深知那是不被允許的。在瑪雅的忌妒與挑撥之下，允錫離開了河娜，這才讓河娜看清楚自己的心，他不再拒絕允錫對自己的心，她只想允錫哥哥永遠的陪在她身邊，但是為時已晚，因為允錫哥哥已經離他而去。
在已逝父親那邊的姑媽變賣旅館並隱瞞河娜與允錫父母親車禍已死的消息，河娜頓時孤單一人。但是河娜深信允錫哥哥會再回來，所以她一直在等待，並在東京柳學長家經營飯店工作，擔任客服人員，而命運的作弄下，允錫、河娜、瑪雅、柳四人，又在東京聚在一起了，但是大家的身分與兩年前已大不同。允錫因黑道大哥一場的換血計畫，而備受重用，晉升為黑道大哥的兒子，深受重用，但也默默的守護著河娜；而原本要就讀東京大學的瑪雅因為母親的好賭淪為黑道大哥的女人晉升酒店的老闆娘；柳學長則是學習經營家中飯店的計畫長。允錫與河娜再次的相遇似乎就是注定這齣悲劇的開始……。

## 人物介紹
- 朴信惠 飾演 廣瀨河娜

是僑胞第二代的，爸爸是韓國人而母親則是日本人，在日本經營溫泉小旅館，河娜的父親在河娜小時後因意外事故過世，河娜與經營溫泉旅館的母親相依為命，而經營溫泉而認識了韓國人允錫的父親，母親與允錫的父親再婚，河娜選擇祝福母親，並接納新爸爸與新哥哥的到來。為了新哥哥，河娜開始學習韓文，並希望哥哥能開心幸福的生活，但後來知道對於允錫哥哥的心意後，內心非常掙扎。對於原本喜歡的柳學長向自己表達愛意時，河娜猶豫了，後來因為自己逃避的行為，使得允錫哥哥離開了自己，終於看清自己心意的河娜對此懊悔不已，並等待允錫哥哥與自己的父母親會回來。
- 李　莞 飾演 韓允錫

十歲因為母親病逝，變得封閉，但是他深記母親在臨終前所言只要看到雪，就像是媽媽陪在他身邊一樣，漸漸的他不愛說話，把心封閉了起來，習慣赤腳在雪地中，因為他知道他的腳如果不冷的話，那他就會覺得心冷。因為父親與河娜的母親的再婚，允錫有了新妹妹，而這位新妹妹為了他學習韓語並將他冰封已久的心漸漸的溶化了，不只是心，連從未有過了愛情，他也從河娜的身上找到了，不避諱世俗的眼光，允錫大大的表達他對河娜的愛意，但是河娜卻三番兩次的拒絕不肯表達心中的意思，他知道河娜對他不只有兄妹之情，但河娜的行為卻大大的傷透了允錫的心，但允錫仍守著河娜，不論河娜遇到了什麼樣的困難，他始終在一旁守護他，而在東京遇到了瑪雅才知道父母親早在兩年前就因為車禍而過世，為了隱瞞河娜，他不惜與瑪雅進行交易契約，就算賠上了自己的生命，他也要河娜過得開心與幸福。
- 淺見麗奈 飾演 星野瑪雅

從小父母離異，跟著母親過著寄人籬下的日子，最後在河娜母親的溫泉旅館下寄住生活，對於自己拼了命的學習拿到好成績而什麼都比不上自己的河娜卻擁有班上的與長輩的好人氣、疼愛及柳學長的心，心中產生對這世界不公平的憎恨與忌妒心，故意對挑撥允錫，讓允錫在大家的面前向河娜在表達自己的心意，瑪雅以為這樣柳學長就不會在喜歡河娜了，但瑪雅並不是真正的喜歡柳學長，而是柳學長家中與對東京大城市的生活嚮往。畢業後以為可以到東大就讀，卻因為母親的好賭成性，淪為黑道大哥的女人並替黑道大哥經營酒店，成為酒店的女老闆，因為與黑道老闆的關係與允錫在東京再次相遇，看到允錫與河娜，瑪雅又再次的想做弄河娜，不讓河娜得到幸福，但是瑪雅的心卻一點一滴的愛上允錫。
- 內田朝陽 飾演 藤原柳

財閥第二代，家中經營飯店，在東京大學就讀並在學習家中的事業，因為家族事業關係，曾在河娜的學校就讀一年，並喜歡上河娜。學校裡的人氣學長，擁有許多愛慕他的學弟妹們，但是他至始至終只愛著河娜，並希望河娜在畢業後能與自己在東京生活，並在自己家中經營的飯店裡工作，他以為河娜也喜歡著自己，但是當允錫出現，從允錫的眼中看出他對河娜那份不是哥哥與妹妹之間的情愫後，他更加追求河娜，但是當他知道河娜的心意後，大受打擊。原本打算放棄河娜，但還是做不到，更在允錫失蹤後仍不變初衷，喜歡著河娜，並希望河娜待在自己身邊守護著河娜。但是在失蹤多年的允錫出現後，他對河娜的付出一切又付諸流水，他深知河娜的心並不在自己的身上後想成全河娜與允錫時，允錫卻拜託他照顧河娜，後來與河娜訂婚，但河娜仍選擇回到允錫身邊，河娜讓他飽受傷害，但他卻還是一樣深愛著河娜。

## 外部連結
- 韓國SBS （页面存档备份，存于）

## 作品的變遷
| SBS 水木劇                         | SBS 水木劇                         | SBS 水木劇 |
| ---------------------------------- | ---------------------------------- | ---------- |
|                                    | 天國的樹 （2006.2.8 - 2006.3.16）  |            |
| 我的女孩 （2005.12.14 - 2006.2.2） | 不良家族 （2006.3.22 - 2006.5.11） |            |